# Carabinieri nella resistenza e nella guerra di liberazione italiana
I carabinieri italiani nella resistenza e nella guerra di liberazione, ebbero un ruolo  in particolare dopo il 25 luglio 1943, anche nella Resistenza Italiana e nella guerra di liberazione italiana, durante la seconda guerra mondiale.
La sorte dei Carabinieri, dopo il proclama Badoglio dell'8 settembre 1943, può essere schematizzata nel modo seguente:

## Antefatti
Prevedendo i tempi difficili che stavano per abbattersi sull'Italia, il 10 luglio 1943, alla vigilia dello sbarco degli Alleati in Sicilia, il Comando Generale dei Carabinieri Reali emanò una direttiva per istruire i militari sul comportamento da adottare nei mesi a venire.
In particolare, sulla base del diritto bellico internazionale dell'epoca, si chiedeva ai:
- carabinieri della territoriale di rimanere al loro posto al fianco delle popolazioni per assicurare l'espletamento dei compiti di istituto civili (ordine pubblico e polizia giudiziaria) e militare (protezione impianti industriali e di pubblica utilità)
- carabinieri assegnati alle Unità delle Forze Armate, di seguirne la sorte.

## I Carabinieri nella Sicilia occupata dagli anglo-americani
L'Allied Military Government of Occupied Territories (AMGOT) istituitosi all'indomani dello sbarco in Sicilia nel luglio 1943, inizialmente internò tutti i militari italiani, senza distinzione.

Il diffondersi dei saccheggi e di atti di violenza privata richiedeva capacità di controllo del territorio, cioè una forza di polizia che i militari anglo-americani non erano in grado di assicurare.

Per questa ragione decisero di ripristinare la struttura territoriale dei  Carabinieri Reali e il 4 agosto 1943 nacque a Palermo il Comando Superiore Carabinieri Reali della Sicilia alle dipendenze degli "Affari Civili" dell'AMGOT, con competenza sull'ordine e la sicurezza pubblica.

## I Carabinieri al Sud
Il 12 settembre, all'indomani dell'armistizio dell'8 settembre, il re ed il governo provvisorio provenienti da Pescara in nave fuggirono a Brindisi. Scelsero la città in quanto Puglia, Basilicata e Calabria erano già state abbandonate dai nazi-fascisti e non ancora raggiunte dagli Alleati, istituendo il Regno del Sud.

Lo stesso giorno, presso la sede della Legione cittadina, fu istituito il Comando dei Carabinieri Reali dell'Italia Meridionale al comando del colonnello Romano Dalla Chiesa con giurisdizione sulle tre regioni libere.
Il 15 novembre, dopo l'arrivo degli Alleati in Puglia, sempre a Bari ma agli ordini del generale Giuseppe Pièche (già prefetto e vicecomandante dei Carabinieri) nacque il Comando Arma Carabinieri Reali dell'Italia Liberata in cui confluirono i Comandi Reali carabinieri di Palermo e di Bari, e con giurisdizione anche sulla Sardegna ormai liberata. Giuseppe Pièche divenne il nuovo comandante generale dell'Arma e fra i suoi primi atti vi fu, il 15 novembre 1943, l'incarico al Ten. colonnello Marco Bianco di leggere, dai microfoni di Radio Bari, un radiomessaggio che incitava i militi presenti nei territori occupati dai tedeschi a combattere le truppe d'occupazione, salvaguardando, però, la popolazione civile dal rischio di rappresaglie. Proprio questo tipo di preoccupazione, che ha sempre caratterizzato l'azione dei Carabinieri in tempo di Pace come in quello di Guerra per tutta la loro storia plurisecolare, portò al martirio Salvo d'Acquisto, Alberto La Rocca, Fulvio Sbarretti, Vittorio Marandola e tanti altri.
Per l'espletamento dei compiti di istituto la Commissione di Controllo Alleata autorizzò anche l'arruolamento di 600 vicebrigadieri e ottomila carabinieri, ripristinando la tradizionale presenza capillare dell'Arma sul territorio.
Numerosi carabinieri scelsero di entrare a far parte del ricostituito Regio Esercito per combattere accanto agli Alleati.

Un primo nucleo di questo esercito, denominato Primo Raggruppamento Motorizzato, forte di 5000 uomini, ebbe il battesimo del fuoco nel novembre 1943 a Monte Lungo, un avamposto di Montecassino.

Il Raggruppamento divenne poi Corpo Italiano di Liberazione con una consistenza di trentamila uomini che nel gennaio 1945 passarono a cinquantamila (divisi nei Gruppi di Combattimento Cremona, Friuli, Folgore, Legnano, Mantova e Piceno) che combatterono sulla Linea Gotica fino alla vittoria finale.

I Carabinieri che combatterono tra le sue file erano così organizzati:
- undici Comandi Carabinieri Reali aggregati agli alti comandi e grandi unità;
- cinque Compagnie ed una Sezione per i campi di riordinamento e per gli Alleati;
- trentasei Sezioni mobilitate;
- una Sezione di paracadutisti;
- dodici nuclei per servizi speciali
- un reparto, il cosiddetto Contingente R, destinato ai servizi di istituto nella Capitale.

## I Carabinieri nella Repubblica Sociale Italiana
La Repubblica Sociale Italiana abolì l'Arma dei Carabinieri Reali. I militari dell'Arma che erano rimasti al loro posto in osservanza degli ordini ricevuti furono fatti confluire il 14 marzo 1944 in una nuova forza armata, la Guardia Nazionale Repubblicana (GNR), insieme a quanto restava della Milizia Volontaria per la Sicurezza Nazionale (M.V.S.N.) e della Polizia dell'Africa Italiana (PAI).
L'organizzazione territoriale della GNR si articolava come segue:
- Comando Provinciale GNR e Vice Comando Provinciale GNR con compiti amministrativo, matricolare e di deposito;
- Comando Raggruppamento GNR equivalente al Gruppo
- Gruppo Presidi equivalente alla Compagnia
- Presidio equivalente alla Tenenza
- Distaccamento, corrispondente alla Stazione

L'11 agosto 1944 la GNR confluì a sua volta nell'Esercito Nazionale Repubblicano.

## Nella Resistenza
Contemporaneamente, però, accanto a questi compiti svolti alla luce del sole, molti di loro aderirono alla Resistenza italiana come fiancheggiatori (raccolta di informazioni, fornitura di armi e viveri. A Roma si creò il Fronte clandestino di resistenza dei carabinieri, guidato dal generale Filippo Caruso.
Altre reti clandestine furono create, come ad esempio quella del maggiore Pasquale Infelisi (nel territorio maceratese) o passando in clandestinità (ad es. i carabinieri della Stazione di Fiesole).

Tra le altre formazioni guidate da ufficiali, sottufficiali o semplici militi quali:
- la Bosco Martese in Abruzzo e comandata dal Cap. Ettore Bianco;
- la Carabinieri Patrioti Gerolamo in Lombardia e comandata dal Magg. Ettore Giovannini detto Gerolamo
- la Compagnia Carabinieri Patrioti fra Emilia-Romagna, Lombardia e Liguria, comandata dal Ten. Fausto Cossu inquadrata nella Repubblica di Bobbio
- la Tassi guidata Car. Vittorio Tassi
- la Tifone comandata dal Brig. Enrico Zuddas

Oltre che in Italia, i Carabinieri si batterono valorosamente anche all'estero come nel caso del Battaglione Carabinieri dei colonnelli Luigi Venerandi e Attilio Venosta. Faceva parte della Divisione Garibaldi che agiva in Jugoslavia e meritarono alla Bandiera dell'Arma una Medaglia d'Argento al Valor Militare.

## I Carabinieri nelle Zone di Operazioni occupate dai tedeschi
In risposta all'armistizio dell'8 settembre 1943 ed alla conseguente spaccatura della Penisola in due, i tedeschi, facendo seguito ad un'ordinanza di Hitler del 10 settembre, già il 18 settembre occuparono il nord est istituendo
- la Zona d'Operazione del Litorale Adriatico (Operationszone Adriatisches Küstenland) comprendente i territori delle province di Trieste, Gorizia, Udine, Pola, Fiume e Lubiana
- la Zona d'Operazione delle Prealpi (Operationszone Alpenvorland) con le Province di Bolzano, Trento e Belluno

che occuparono fino al 1945.
In queste due zone era esclusa di fatto ogni ingerenza della Repubblica Sociale Italiana poiché anche l'amministrazione civile era passata sotto il controllo germanico. L'Arma passò, quindi, alle dipendenze dirette dei commissari-prefetti.

## I Carabinieri nei territori sotto il controllo partigiano
I partigiani riuscirono a liberare territori più o meno vasti prima ancora dell'arrivo degli alleati e sempre tra le loro file erano numerosi i Carabinieri che poi si preoccupavano di assicurare la convivenza civile ed il mantenimento dell'ordine pubblico.
Stesso dicasi anche con le varie repubbliche partigiane, più o meno effimere, come quelle dell'Ossola, di Alba, di Montefiorino, Bobbio o della Carnia.

## Perdite
Il debito di sangue pagato dai Carabinieri nei due anni di lotta che seguirono l'armistizio è pesantissimo: 2735 caduti e 6500 feriti.
Alla fine la Bandiera dell'Arma dei Carabinieri ottenne anche una Medaglia d'Oro al Valor Militare insieme a quella d'Argento di cui prima.
Individualmente i militi dell'Arma hanno meritato complessivamente 759 decorazioni:
- 2 Croci dell'Ordine Militare d'Italia
- 33 Medaglie d'Oro al Valor Militare
- 139 Medaglie d'Argento al Valor Militare
- 224 Medaglie di Bronzo al Valor Militare
- 361 Croci di Guerra